# Limnophila pulcherrima
Limnophila pulcherrima är en grobladsväxtart som beskrevs av Joseph Dalton Hooker. Limnophila pulcherrima ingår i släktet Limnophila och familjen grobladsväxter. Inga underarter finns listade i Catalogue of Life.